# Aghawnatun
Aghawnatun – wieś w Armenii, w prowincji Armawir. W 2011 roku liczyła 2840 mieszkańców.